# Austrian International (бадмінтон)
Austrian International — щорічний міжнародний бадмінтонний турнір, який проходить в Австрії з 1965 року. Спочатку змагання відбувалися через два роки, але починаючи з 1973 року проводяться щороку. Змагання не відбувалися з 1978, 1985 і 2005 роках.
Входить до складу European Badminton Circuit.

## Переможці
| Рік  | Чоловічий одиночний     | Жіночий одиночний   | Чоловічий парний                   | Жіночий парний                     | Змішаний парний                        |
| ---- | ----------------------- | ------------------- | ---------------------------------- | ---------------------------------- | -------------------------------------- |
| 1965 | Франц Байнфогль         | Гайди Менахер       | Роджер Міллс Майк Роулінгс         | Гайди Менахер Едельтрауд Гефтер    | Руперт Лібль Гайди Менахер             |
| 1967 | Том Бакер               | Рут Пройс           | Франц Байнфогль Зігфрід Бец        | Брігітт Глінка Лоре Фойт           | Зігфрід Бец Анке Віттен                |
| 1969 | Зігфрід Бец             | Лучка Крижман       | Том Бакер Поуль Петерсен           | Анне Берглунд Бенте Єппенсен       | Том Бакер Бенте Єппенсен               |
| 1971 | Германн Фреліх          | Моніка Тіре         | Франц Байнфогль Зігфрід Бец        | Інгрід Вільчніг Елізабет Вільчніг  | Зігфрід Бец Анке Бец                   |
| 1973 | Поуль Петерсен          | Алена Поборакова    | Том Бакер Поуль Петерсен           | Брітта Кірхгофер Елізабет Вільчніг | Германн Фреліх Лоре Кеніг              |
| 1974 | Грегор Берден           | Вита Богинц         | Грегор Берден Стане Копрившек      | Вита Богинц Лучка Крижман          | Германн Фреліх Лоре Кеніг              |
| 1975 | Грегор Берден           | Алена Поборакова    | Франц Байнфогль Зігфрід Бец        | Анке Бец К. Кістлер                | Германн Фреліх Лоре Кеніг              |
| 1976 | Рейнгольд Пум           | Алена Поборакова    | Грегор Берден Стане Копрившек      | Анке Бец Кріста Фезер              | Рейнгольд Пум Лоре Кеніг               |
| 1977 | Германн Фреліх          | Тетяна Правдова     | Франц Байнфогль Франц Свобода      | Ютта Фогель Ельке Вебер            | Константін Голобрадий Тетяна Правдова  |
| 1978 | Не проводився           | Не проводився       | Не проводився                      | Не проводився                      | Не проводився                          |
| 1979 | Ульріх Рост             | Ганке де Корт       | Ульріх Рост Бернд Вессельс         | Ганке де Корт Карін Дейвестейн     | Бернд Вессельс Інгрід Морш             |
| 1980 | Гельмут Штрайт          | Гудрун Цибольд      | Гаральд Клауер Ганс Вернер Ніснер  | Божена Войтковська Марія Багрий    | Ернст Штінгль Ренате Дітріх            |
| 1981 | Chen Changjie           | Chen Ruizhen        | Віктор Самаін Леонід Пайкін        | Божена Войтковська Єва Ружниця     | Chen Changjie Chen Ruizhen             |
| 1982 | Гаральд Клауер          | Анджела Нельсон     | Іван Крістанто Франк ван Донген    | Алла Продан Надія Литвинщова       | Віктор Швачко Надія Литвинщова         |
| 1983 | Syed Modi               | Sherry Liu          | Partho Ganguli Leroy D'Sa          | Лінда Клутьє Деніз Жюльєн          | Грейм Робсон Тоні Віттакер             |
| 1984 | Syed Modi               | Лена Стакслер       | Віталій Шмаков В'ячеслав Шукін     | Гайдемарі Крікгаус Катрін Гоппе    | Віталій Шмаков Любов Федотова          |
| 1985 | Не проводився           | Не проводився       | Не проводився                      | Не проводився                      | Не проводився                          |
| 1986 | Кім Бродерсен           | Діана Колева        | Клаус Томсен Генрік Сваррер        | Паула Клут Наталія Заворонкова     | Андрій Антропов Ірина Рожкова          |
| 1987 | Іб Фредеріксен          | Астрід ван дер Кнап | П'єрр Пелупессі Алекс Мейєр        | Монік Хогланд Еріка ван Дейк       | Алекс Мейєр Еріка ван Дейк             |
| 1988 | Клаус Томсен            | Божена Семенець     | Штефан Куль Роберт Нойманн         | Божена Гарач Божена Семенець       | Єжи Долгань Божена Гарач               |
| 1989 | Андрій Антропов         | Олена Рибкіна       | Ральф Рауш Фолькер Айбер           | Шарлот Мадсен Анне Метте Білле     | Андрій Антропов Олена Рибкіна          |
| 1990 | Андрій Антропов         | Олена Рибкіна       | Девід Райт Нік Понтінг             | Олена Рибкіна Влада Чернявська     | Крістіан Якобсен Марлен Томсен         |
| 1991 | Ріккард Магнуссен       | Олена Рибкіна       | Міхаель Кек Роберт Нойманн         | Олена Рибкіна Влада Чернявська     | Єжи Долгань Божена Гарач               |
| 1992 | Андрій Антропов         | Джо Маггерідж       | Енді Гуд Кріс Гант                 | Наталія Іванова Юлія Мартиненко    | Саймон Арчер Марія Расмуссен           |
| 1993 | Кріс Брейл              | Ірина Сєрова        | Саймон Арчер Нік Понтінг           | Анне Сондергард Лотте Томсен       | Нік Понтінг Джоанн Райт                |
| 1994 | Рікард Магнуссон        | Маргіт Борг         | Андрій Антропов Микола Зуєв        | Sghyu Yu-Ling Lee Ming-Hwa         | Микола Зуєв Надія Чернякова            |
| 1995 | Герік Бенгтссон         | Shyu Yuh-Ling       | Янек Рос Аллан Борх                | Li-Chin Chen Chai                  | Б'єрн Зігемунд Катрін Шмідт            |
| 1996 | Кеннетт Йонассен        | Метте Педерсен      | Єспер Ларсен Педер Ніссен          | Майкен Ванге Пернілль Гардер       | Владислав Дружченко Вікторія Євтушенко |
| 1997 | Кріс Брейл              | Юдіт Мейлендейкс    | Ентоні Кларк Ієн Пірсон            | Карен Штехманн Ніколь Пітро        | Міхаель Кек Карен Штехманн             |
| 1998 | Юрген Кох               | Каролін Глеббек     | Крейг Робертсон Аластер Гетт       | Елінор Міддлмісс Сандра Вотт       | Кенні Міддлмісс Елінор Міддлмісс       |
| 1999 | Нільс Крістіан Кальдау  | Елла Карачкова      | Светослав Стоянов Міхаїл Попов     | Кірстін Макюен Сандра Вотт         | Кенні Міддлмісс Кірстін Макюен         |
| 2000 | Каспер Едум             | Марина Якушева      | Йоакім Фішер Нільсен Янек Рос      | Ребекка Пантані Джо Райт           | Ола Молін Йоганна Перссон              |
| 2001 | Кеннет Йонассен         | Трейсі Голлем       | Міхал Логош Роберт Матеусяк        | Елла Карачкова Анастасія Русських  | Матіас Бое Брітта Андерсен             |
| 2002 | Ількка Нюквіст          | Сара Перссон        | Джеймс Андерсон Роберт Блер        | Гелле Нільсен Лене Мерк            | Денніс Ленс Йоганна Перссон            |
| 2003 | Пшемислав Ваха          | Xu Huaiwen          | Міхал Логош Роберт Матеусяк        | Катерина Ананіна Ірина Руслайкова  | Саймон Арчер Донна Келлогг             |
| 2004 | Пшемислав Ваха          | Cheng Shao-Chieh    | Lee Sung Lin Wie                   | Петя Неделчева Нелі Ботева         | Єспер Томсен Брітта Андерсен           |
| 2005 | Не проводився           | Не проводився       | Не проводився                      | Не проводився                      | Не проводився                          |
| 2006 | Йоакім Перссон          | Юліане Шенк         | Юрген Кох Петер Цаунер             | Cynthia Tuwankotta Atu Rosalina    | Інго Кіндерфатер Катрін Пьотровьскі    |
| 2007 | Lu Yi                   | Zhu Jingjing        | Guo Zhendong He Hanbin             | Cheng Shu Zhao Yunlei              | Віталій Дуркін Валерія Сорокіна        |
| 2008 | Anand Pawar             | Zhang Xi            | Kurniawan Candra Wijaya            | Jiani Cai Yu Qi                    | Zhang Yi Jiani Cai                     |
| 2009 | Кадзутеру Кодзаї        | Юліане Шенк         | Наокі Кавамае Сьодзі Сато          | Сідзука Мацуо Мамі Наїто           | Роберт Едкок Гетер Олівер              |
| 2010 | Andre Kurniawan Tedjono | Fransisca Ratnasari | Viki Indra Okvana Ardiansyah Putra | Ріе Ето Ю Вакіта                   | Валерій Атращенков Олена Прус          |
| 2011 | Hsu Jen Hao             | Нодзомі Окухара     | Ентоні Кларк Кріс Ленгбрідж        | Юріко Мікі Кохару Йонемото         | Wong Wai Hong Chau Hoi Wah             |